# جيمس دانيلز
جيمس دانيلز (بالإنجليزية: James Daniels)‏ هو لاعب كرة قدم أمريكية أمريكي، ولد في 13 سبتمبر 1997 في وارن في الولايات المتحدة.

## وصلات خارجية
- جيمس دانيلز على موقع مرجع كرة القدم المحترفة.كوم (الإنجليزية)